# Valérie z Milána
Valerie z Milána byla podle křesťanské tradice manželka svatého Vitalise Milánského a matka svatých bratrů – dvojčat Gervasia a Protasia.

## Život
Valérie pocházela ze vznešené rodiny a v raném věku se nechala pokřtít a byla jednou z prvních konvertitek ke křesťanství ve městě Miláně. Vládnoucí papež nařídil kněžím v této oblasti, aby zorganizovali devět skupin, z nichž každá se skládala z pěti mužů a pěti panen. Jejich povinností bylo shromáždit těla umučených křesťanů předešlého dne v Koloseu (Flaviově amfiteátru) i na dalších místech jejich mučednické smrti.
Podle jedné z tradic se Valérie krátce po mučednické smrti svého manžela Vitalise Milánského v Ravenně si chtěla odvézt manželovo tělo zpět, ale křesťané z Ravenny jí v tom zabránili, a tak se pokusila vrátit do Milána, ale cestou potkala skupinu modlářských vesničanů, kteří ji vyzvali, aby s nimi obětovala pohanskému bohu Silvanovi; odmítla a byla zbita tak surově, že byla převezena do Milána a po třech dnech zemřela.
Mnozí badatelé se domnívají, že vyprávění je částečně smyšlené, neboť ve zmíněných postavách rozpoznávají další postavy stejnojmenných mučedníků uctívaných v Miláně i v Ravenně, avšak existenci mučednice nepřímo dokazoval starobylý kostel svaté Valerie v Miláně, zničený v roce 1786 a slavná bazilika San Vitale v Ravenně, vysvěcená 17. května 548, je zasvěcena nejen svatému Vitaliovi, ale také jeho synům Gervasiovi a Protasiovi, jejichž obrazy jsou umístěny pod seznamem apoštolů, zatímco boční oltář je zasvěcen svatému Ursicinovi.
Na mozaice v ravennské bazilice Sant'Apollinare Nuovo je pak zastoupeno všech pět postav; na 11. až 14. místě v řadě světců jsou čtyři muži a na devátém místě v řadě světic je Valérie. V průběhu staletí se o nich zmiňují četné dokumenty a martyrologia, zejména svatého Vitalise a svatého Ursicina, mučedníků v Ravenně. V Miláně vznikly tři chrámy, které vzhledem ke své blízkosti potvrzovaly blízký vztah mučedníků, jak bylo v té době zvykem, kostel svatého Vitala, kostel svaté Valérie (později zničený) a bazilika svatého Ambrože (basilica di Sant'Ambrogio), kde odpočívají dvojčata Gervasius a Protasius.
Podle jiné tradice objevili Valerii 3. června římští vojáci, kteří hledali křesťany. Přiznala se, že je jednou z věřících. Po strašlivém mučení byla Valerie sťata v Koloseu ve společnosti několika dalších mučedníků. Její ostatky byly shromážděny ostatními křesťany a uloženy v římských katakombách svatého Šebestiána.

## Uctívání
Svatá Valérie se stala patronkou města Thibodaux v Louisianě, neboť tamější kostel sv.Josefa obdržel relikvii pažní kosti sv.Valérie v roce 1868. Cenná relikvie pak byla zapečetěna ve voskové sošce, která představovala mladou ženu. Byla oblečena do roucha z hedvábného moiré vyšívaného zlatem a karmínové tuniky ze sametu a zlata zdobené třásněmi. Byla uložena do rakvi podobného relikviáře z dubového dřeva a skla z Nizozemska a zdobena pozlacenou mědí.
Svatá Valérie je také patronkou italského města Seregna.

## Galerie

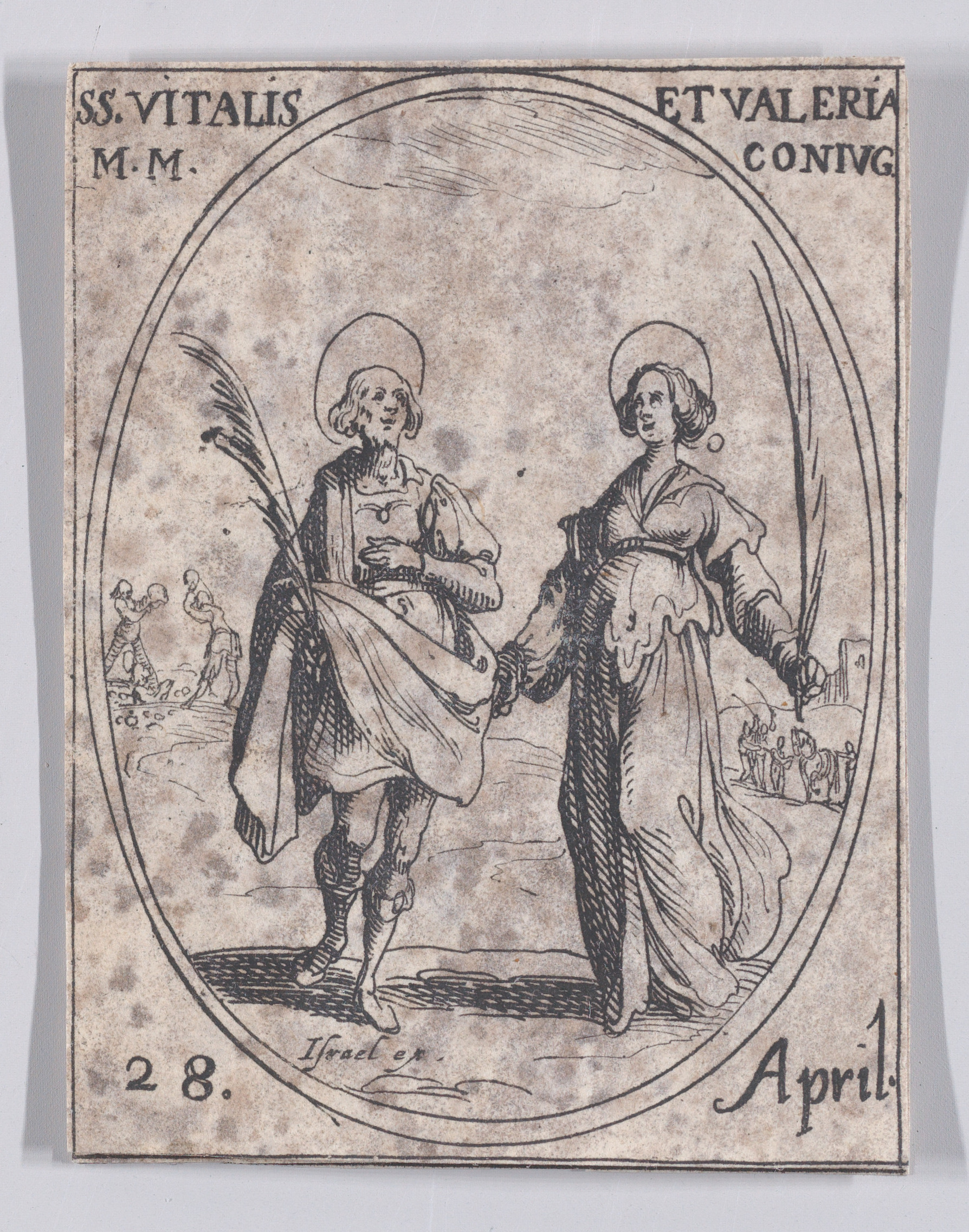
Svatý Vitalis a svatá Valerie – 28. dubna, z knihy Les Images De Tous Les Saincts et Saintes de L'Année (Obrazy všech svatých a náboženských událostí roku), tisk, Jacques Callot
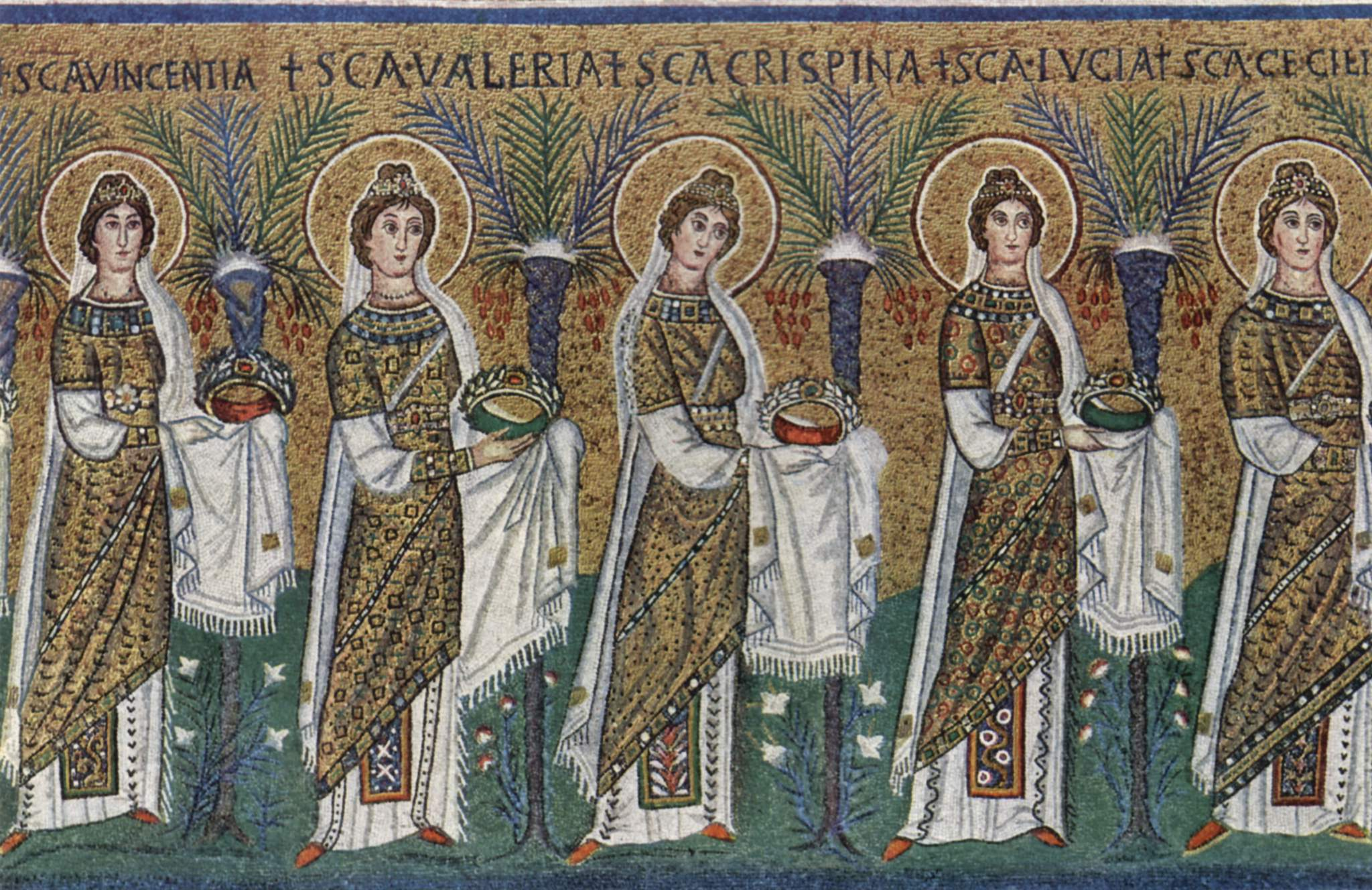
San Apollinare Nuovo v Ravenně – mozaika, v řadě je zobrazena svatá Valerie
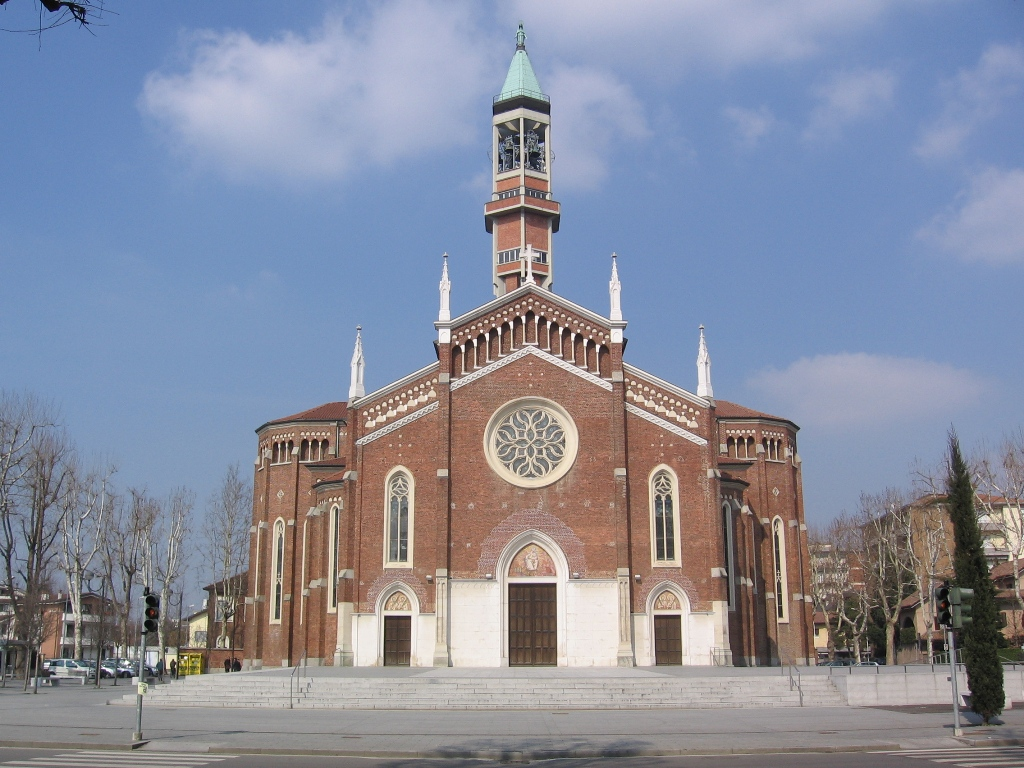
Kostel svaté Valérie, Seregno, Itálie
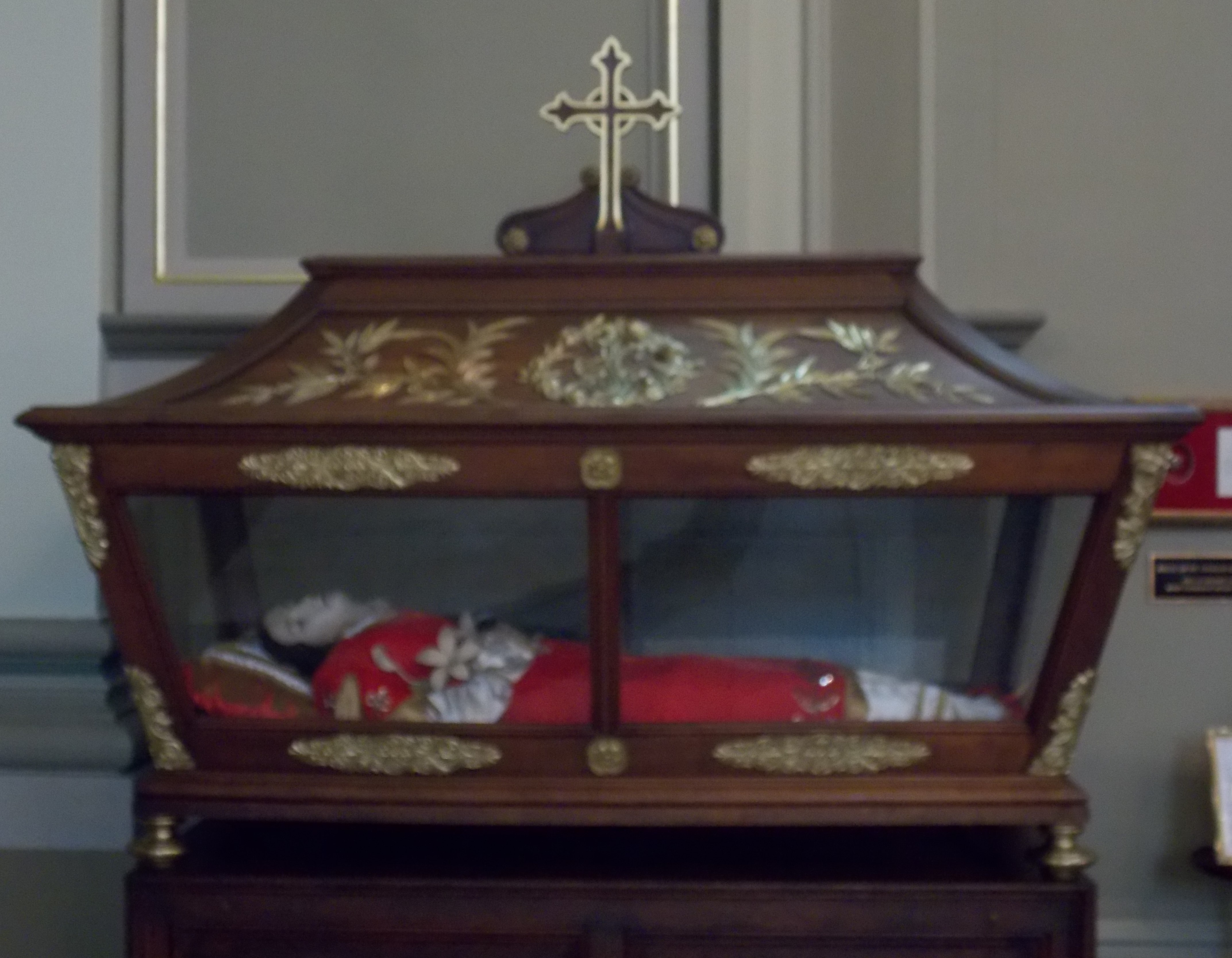
Relikvie sv. Valérie - Thibodaux, Louisiana
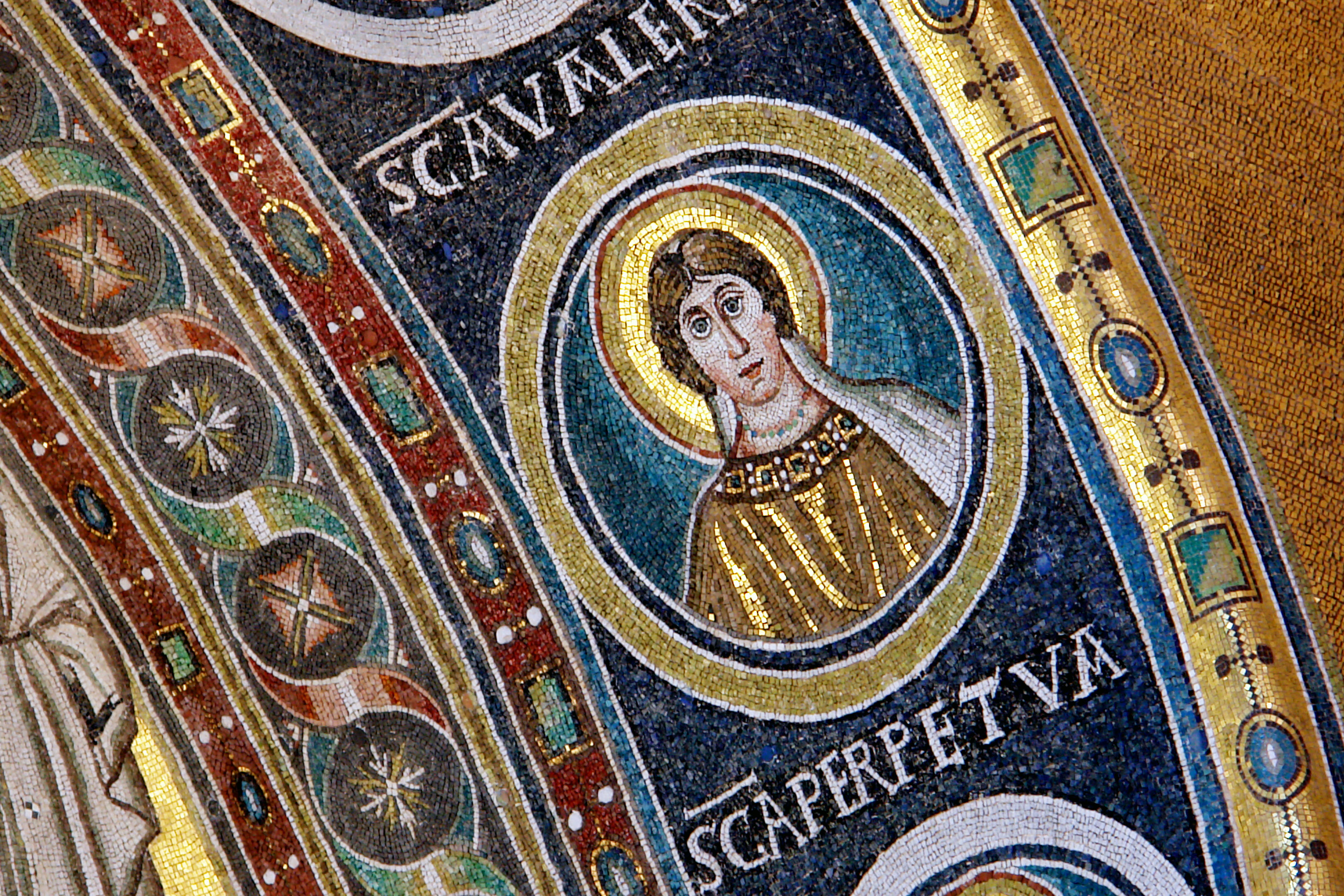
Bazilika svatého Eufrazia v Poreči – mozaika, vyobrazení svaté Valérie